# Parapsilogastrus rugosus
Parapsilogastrus rugosus är en stekelart som beskrevs av John M. Heraty 2002. Parapsilogastrus rugosus ingår i släktet Parapsilogastrus och familjen Eucharitidae.
Artens utbredningsområde är Papua Nya Guinea. Inga underarter finns listade i Catalogue of Life.